# Championnat du Yémen de football 2007
Navigation
Saison précédente Saison suivante
La saison 2007 du Championnat du Yémen de football est la quinzième édition de la première division au Yémen. Quatorze formations sont rassemblées au sein d'une poule unique et s'affrontent deux fois au cours de la saison, à domicile et à l'extérieur. Les quatre derniers sont relégués et remplacés par les quatre meilleurs clubs de Division 1, la deuxième division yéménite.
C’est Al Ahli Sanaa qui remporte la compétition cette saison après avoir terminé en tête du classement final, avec trois points d'avance sur Hassan Abyan et cinq sur le tenant du titre, Al Saqr Ta'izz. Il s’agit du dixième titre de champion du Yémen de l’histoire du club.

## Les clubs participants
| - Al-Sha'ab Ibb - Al-Nasir al-Dalaa - Promu de D2 - Shabab al-Baydaa - Promu de D2 - Al-Tilal Aden - Al Ittihad Ibb - Promu de D2 - Al Hilal Hudaydah - Al Shula Aden | - Al Wehda Sana’a - Promu de D2 - Al Sha'ab Hadramaut - Al Yarmuk al-Rawda - Hassan Abyan - Al Saqr Ta'izz - Al Ahli Sanaa - Al-Rasheed Ta'izz |

## Compétition
Le barème de points servant à établir le classement se décompose ainsi :
- Victoire : 3 points
- Match nul : 1 point
- Défaite : 0 point

### Classement
| Rang | Équipe               | Pts | J  | G  | N  | P  | Bp | Bc | Diff |
| ---- | -------------------- | --- | -- | -- | -- | -- | -- | -- | ---- |
| 1    | Al Ahli Sanaa        | 48  | 26 | 12 | 12 | 2  | 39 | 9  | +30  |
| 2    | Hassan Abyan         | 45  | 26 | 14 | 3  | 9  | 31 | 36 | -5   |
| 3    | Al Saqr Ta'izzT      | 43  | 26 | 12 | 7  | 7  | 41 | 25 | +16  |
| 4    | Al-Sha'ab Ibb        | 39  | 26 | 11 | 6  | 9  | 32 | 27 | +5   |
| 5    | Al Sha'ab Hadramaut  | 37  | 26 | 11 | 4  | 11 | 27 | 28 | -1   |
| 6    | Al Yarmuk al-Rawda   | 36  | 26 | 8  | 12 | 6  | 26 | 18 | +8   |
| 7    | Al Hilal Hudaydah    | 36  | 26 | 10 | 6  | 10 | 35 | 32 | +3   |
| 8    | Al-Rasheed Ta'izz    | 35  | 26 | 9  | 8  | 9  | 21 | 19 | +2   |
| 9    | Al Shula Aden        | 35  | 26 | 8  | 11 | 7  | 27 | 30 | -3   |
| 10   | Al-Tilal SCC         | 34  | 26 | 8  | 10 | 8  | 29 | 23 | -6   |
| 11   | Al Wehda Sana'aP     | 34  | 26 | 10 | 4  | 12 | 31 | 34 | -3   |
| 12   | Al Ittihad IbbP      | 33  | 26 | 8  | 9  | 9  | 27 | 27 | 0    |
| 13   | Al-Shabab al-BaydaaP | 22  | 26 | 5  | 7  | 14 | 28 | 45 | -17  |
| 14   | Al-Nasir al-DalaaP   | 17  | 26 | 4  | 5  | 17 | 16 | 57 | -41  |

|  | Qualification pour la Coupe de l'AFC 2008                                      |
|  | Qualification pour la Coupe de l'AFC 2009                                      |
|  | Participation au barrage de relégation                                         |
|  | Relégation directe en Division 1                                               |
|  | T : Tenant du titre C : Vainqueur de la Coupe du Yémen P : Promu de Division 1 |

### Matchs

#### Barrage de relégation
Ayant terminé ex æquo à la 10e place du classement, synonyme de maintien en première division, Al-Tilal SC et Al Wehda Sana'a doivent disputer un match d’appui afin de déterminer l’équipe reléguée en ‘’Division 1’’.
| Équipe 1    | Résultat      | Équipe 2        |
| ----------- | ------------- | --------------- |
| Al-Tilal SC | 1 - 1 1-3 tab | Al Wehda Sana'a |

## Bilan de la saison
| Championnat du Yémen de football 2007 |                           |
| Champion                              | Al Ahli Sanaa (10e titre) |
| Coupes et trophées                    |                           |
| Vainqueur de la Coupe du Yémen 2007   | Al-Tilal SC               |
| Qualifications continentales          |                           |
| Coupe de l'AFC 2008                   | Al Ahli Sanaa             |
| Coupe de l'AFC 2009                   | Al-Tilal SC               |
| Promotions et relégations             |                           |
| Promus en Yemeni League               | Al Wehda Club Aden        |
| Promus en Yemeni League               | Al-Ahli Ta'izz            |
| Promus en Yemeni League               | May 22 Sanaa              |
| Promus en Yemeni League               | Shabab al-Jeel Hudayda    |
| Relégués en Division 1                | Al-Tilal SC               |
| Relégués en Division 1                | Al Ittihad Ibb            |
| Relégués en Division 1                | Al Shabab al-Baydaa       |
| Relégués en Division 1                | Al-Nasir al-Dalaa         |